# John Fletcher
John Fletcher (1579-1625) fue un dramaturgo inglés del período jacobino.

## Biografía
Fletcher nació en diciembre de 1579, y fue bautizado el 20 de ese mes en Rye, Sussex, muriendo de peste en agosto de 1625 en Southwark, St. Saviour. Atendió la Universidad de Corpus Christi cuando tenía once años de edad, pero se desconoce si llegó a graduarse, si bien gozaba de cierta reputación como académico.
Junto a William Shakespeare y Ben Jonson, Fletcher era considerado por sus contemporáneos como uno de los dramaturgos más dotados e influyentes de la literatura jacobea. Sucedió a Shakespeare como jefe en la compañía imperante londinense de los King's Men. A diferencia de William, Fletcher no era accionista de la firma. De 1590 a [1642? Estaba muerto?] se convirtió en uno de los ocho hombres que siempre figuraban bajo contrato para numerosos teatros de la capital británica, privilegio que compartía con Thomas Heywood, Thomas Dekker, Philip Massinger, Shakespeare, James Shirley, William Rowley, y Richard Brome.
Su talento es perceptible en dos subgéneros dramáticos, la tragicomedia y la comedia de formas, que fueron muy populares entre los dramaturgos que vivieron durante el reinado de Carlos I y la Restauración inglesa.
Su padre, Richard, era un clérigo ambicioso y exitoso, que fue en su momento deán de Peterborough, obispo de Bristol, Worcester y Londres, así como capellán para la reina. Como deán, fue Richard Fletcher quien durante la ejecución de María Estuardo, en Fotheringay "se arrodilló sobre el cadalso y comenzó a rezar alto y largamente, en un estilo retórico y prolongado, como determinado a forzar su camino dentro de las páginas de la historia", y quien gritó a su muerte, "¡También mueran todos los enemigos de la reina!".
John Fletcher tenía ocho años en ese entonces, y era primo del poeta isabelino Phineas Fletcher.
Descontando los registros de sus obras, los detalles de su vida son escasos. Entre 1609 y 1625, se estima que Fletcher se encontraba involucrado en la producción de cuarenta y dos piezas teatrales. Al menos veintiuna de ellas han sido expuestas como colaboraciones, incluyendo aportes de Francis Beaumont, Nathan Field, Shakespeare, Rowley, y Massinger. Sólo nueve de las obras de Fletcher fueron publicadas en su vida.
Escribió El domador domesticado en 1611, una secuencia cómica de La fierecilla domada, veinte años después de que Shakespeare compusiera la original.

## Historia en el escenario
La temprana carrera de Fletcher se vio marcada por una falla significante. El mismo dramaturgo la explica en su prólogo a La fiel pastora, su adaptación de Il Pastor Fido, de Giovanni Battista Guarini. Según Fletcher, el público no comprendía la naturaleza de la verdadera tragicomedia italiana. 	
En la misma línea, Fletcher parecía estar desarrollando un nuevo estilo que la audiencia común no parecía entender. El éxito del que gozó después, sin embargo, deriva exclusivamente, en parte, de ser aclamado por espectadores que se adaptaron a su ritmo. A mediados de la década de 1610, Fletcher y sus colaboradores ya habían transformado la acción estilista y la sátira de las primeras obras. Para su momento, los trabajos de Fletcher contaban con una popularidad que competía con la de Shakespeare, y la cual sedimentó su prominencia en los King's Men en Stuart, Londres.
Durante la Commonwealth, muchas de las más conocidas escenas de sus obras fueron conservadas como jocosas, las breves representaciones ideadas para satisfacer el gusto por el teatro, mientras éstos eran suprimidos. En la reapertura de 1660, las obras de Fletcher, revisadas o en su forma original, representaron por lejos la moneda más común dentro del ámbito inglés. De hecho, fue a comienzos del siglo XVIII cuando las obras de Shakespeare eran tomadas más en cuenta que las suyas.
A partir de allí, Fletcher se ha vuelto un tema constante para ocasionales reestrenos y estudios por parte de especialistas.

## Obras
Una cronología exacta o una exclusiva atribución de sus trabajos es casi imposible de establecer. Tan populares eran las obras de Beaumont y Fletcher, que una coautoría es muy plausible, sin descartar oportunas contribuciones de otros autores.

### Obras propias
- La fiel pastora (impresa en 1610)
- Ingenio sin dinero (impresa en 1639)
- Valentino (representada entre 1610-1614)
- El asunto leal (registrada en 1618)
- El amante loco (registrada en 1616)
- El teniente gracioso (registrada 1619)
- Mujeres satisfechas (representada en 1620)
- La cacería del ganso salvaje (representada en 1621)
- El peregrino (representada en 1621)
- La princesa de la isla (representada en 1621)
- Monseñor Tomás (representada en 1619, impresa en 1639)
- El premio de la mujer (escrita entre 1604-1617)
- Una esposa por un mes (representada en 1624)
- Manda y tendrás una esposa (representada en 1624)
- Las casualidades (escrita en 1617)

### En colaboración
- Amor peregrino (impresa en 1647)
- El doble matrimonio (con Massinger) (impresa en 1647)
- Sir John van Olden Barnavelt (con Massinger) (impresa en 1619)
- El falso (con Massinger) (representada en 1620)
- El pequeño abogado francés (con Massinger y/o quizás con Beaumont) (impresa en 1647)
- La costumbre del campo (con Massinger) (impresa en 1647)
- Las leyes de Caramelo (con Massinger y posiblemente Beaumont) (impresa en 1647)
- El coadjutor español (con Massinger) (impresa en 1622)
- El arbusto del mendigo (con Massinger) (representada en 1622)
- El progreso del amante (con Massinger) (representada en 1623)
- La dama en el molino (con Rowley) (autorizada en 1623)
- El caminante nocturno (con James Shirley) (1633)
- El hermano mayor (con Massinger) (impresa en 1637)
- La dama blanca de la taberna (con John Ford, Massinger, y John Webster)
- El lindo valor (con Thomas Middleton) (impresa en 1647)
- Rolo, Duque de Normandía, o El hermano sangriento, (con Massinger, Jonson, y George Chapman) (representada en 1616)
- El noble caballero (interpretada en 1626)
- El caballero de Malta (con Massinger y Field) (impresa en 1647)
- La profestisa (posiblemente con Massinger) (publicada en 1647)
- Enrique VIII o Todo es verdad (con Shakespeare) (representada en 1613)
- Cardenio (con Shakespeare) (representada en 1613, perdida)
- Los dos nobles caballeros (con Shakespeare) (representada en 1613)

### Producidas con Francis Beaumont
- El misógino (representada en 1605)
- La venganza de Cupido (representada en 1612)
- Filastro (escrita entre 1608-1609)
- La tragedia de la dama (escrita entre 1610-1611)
- Cuatro obras en una (interpretada en 1608)
- La cura al amor (y con Massinger)
- La mujer desdeñosa (representada en 1610)
- El caballero del pistadero ardiente (representada en 1610, publicada en 1613); generalmente reconocida por los críticos modernos como obra de Beaumont.
- El Coxcomb (representada en 1612)
- Un rey y no tan rey (representada en 1611)
- Talentos en muchas armas (1614)
- La fortuna del hombre honesto (quizás con Massinger y Field) (impresa en 1647)
- Thierry y Theodoret (y con Massinger)
- El capitán (representada entre 1612-1613)
- Bonduca (representada entre 1613-1614)